# Махично
45°33′ пн. ш. 15°32′ сх. д. / 45.55° пн. ш. 15.53° сх. д.
Махично (хорв. Mahićno) — населений пункт у Хорватії, у Карловацькій жупанії у складі міста Карловаць.

## Населення
Населення за даними перепису 2011 року становило 522 осіб.
Динаміка чисельності населення поселення: